# Charles Winslow
Charles Lyndhurst Winslow (Leamington Spa, 1 augustus 1888 – Johannesburg, 15 september 1963) was een Zuid-Afrikaans tennisspeler. Winslow behaalde zijn grootste succes in 1912 met het winnen van de olympische titel in het enkelspel door in de finale zijn landgenoot en dubbelpartner Harry Kitson te verslaan, samen met Kitson won Winslow tevens de gouden medaille in het dubbelspel. In het zelfde jaar verloor hij samen met Kitson de finale van het World Hard Court Championships. Tijdens de Olympische Zomerspelen 1920 won Winslow de bronzen medaille in het enkelspel.